# Lean Left Volume 1
Lean Left Volume 1 ist ein Album der Gruppe Lean Left, das den Genres Jazz und Improvisationsmusik zugeordnet wird. Die bei einem Konzert der Band am 19. März 2008 im Bimhuis, Amsterdam entstandenen Aufnahmen erschienen 2010 auf dem norwegischen Label Smalltown Superjazzz.

## Hintergrund
Der Mitschnitt dokumentiert einen Auftritt der Band Lean Left, die aus den Gitarristen Andy Moor und Terrie Ex von der niederländischen experimentellen Post-Punk-Band The Ex, dem Schlagzeuger Paal Nilssen-Love und dem Saxophonisten/Klarinettisten Ken Vandermark besteht. Das Herzstück des Programms, das über 27-minütige „Right Lung“, ist ungeprobt und frei improvisiert. Die Zusammenarbeit der vier Musiker setzte sich mit sechs weiteren Produktionen fort, zuletzt mit I Forgot to Breathe (Trost Records), erschienen 2017.

## Titelliste
- Paal Nilssen-Love / Ken Vandermark, Andy Moor und Terrie Ex: Lean Left Vol. 1 (Smalltown Superjazzz STSJ166CD)[2]

1. Left Lung 7:56
2. Lean Over 4:34
3. Right Lung 27:26
4. Lean Leftover 3:27

- Alle Kompositionen stammen von Ken Vandermark, Paal Nilssen-Love, Andy Moor und Terrie Ex.

## Rezeption
Nach Ansicht von Bill Talland, der das Album für die BBC rezensierte, habe der Holzbläser Ken Vandermark nicht nur mit seinem Vandermark Five, sondern auch mit seinem größeren Ensemble Territory Band eine beeindruckende Anzahl von aufgenommenen Werken zusammengetragen. Er ruhe sich nicht auf seinen Lorbeeren aus, so der Autor, sondern fordere sich auch gerne bei Live-Auftritten heraus, indem er verschiedene Instrumentenkombinationen und Musiker einsetzt, die nicht Mitglieder seiner regulären Arbeitsgruppen sind. Das Schlagzeugspiel von Nillson-Love auf „Left Lung“ und „Lean Over“ sei eine Offenbarung – er kombiniere die Energie und Klarheit eines Rock-Schlagzeugers mit der polyrhythmischen Komplexität eines guten Jazz-Spielers. Er ist das perfekte Vehikel für Vandermark, wo seine Melodik – zusammen mit Vandermarks subtilen Modifikationen des Tons und der Klangfarbe seines Horns – tranceähnliche Wiederholungen mit ansprechender Komplexität in Einklang bringe. Vandermarks und Nillson-Loves Spiel in Kombination in „Right Lung“ sei stets ein Genuss, und die Ex-Gitarren ergänzten sie mit einigen schönen Texturen, Klangfarben und perkussiven Akzenten.
John Fordham schrieb in The Guardian, der bemerkenswerte Schlagzeuger Paal Nilssen-Love agiere wie ein junger Han Bennink in seiner Fähigkeit, Grooves zu entwickeln und auch bei extrem freien Improvisationen zu swingen. Mit dieser Besetzung gibt es unweigerlich jede Menge wahnsinniges freies Saxophonspiel und Keuchhusten-ähnliche Multiphonics über klappernde, Derek-Bailey-ähnliche Gitarrenbegleitungen, die durch den treibenden, rhythmischen Fluss der unerschöpflichen Nilssen-Love verankert werden. Der holzige Sound des Saxophonisten öffne „Left Lung“ auf fesselnde Weise, und er sei auf zarte Weise schrill (eher wie der verstorbene Steve Lacy) bei einer Mischung aus Perkussions- und Gitarrentexturen auf der abwechslungsreichen, 27-minütigen „Right Lung“. Das kurze „Lean Over“, das seltsam klinge wie eine Free-Jazz-Version von „I Got You Babe“, sei ein kühner Spleiß aus furchterregendem freiem Quietschen und einem einnehmend klumpigen Funk.